# Pieter Brueghel den yngre
Pieter Brueghel den yngre, född 1564 i Bryssel, död 1638 i Antwerpen, var en flamländsk målare. Han var son till Pieter Brueghel den äldre och far till Pieter Brueghel den yngste.
Brueghel, kallad Helvetes-Brueghel, sysselsatte sig huvudsakligen med att mer eller mindre fritt kopiera sin fars bilder. Brueghel den yngre är representerad vid bland annat Hallwylska museet och Nationalmuseum i Stockholm.

## Galleri

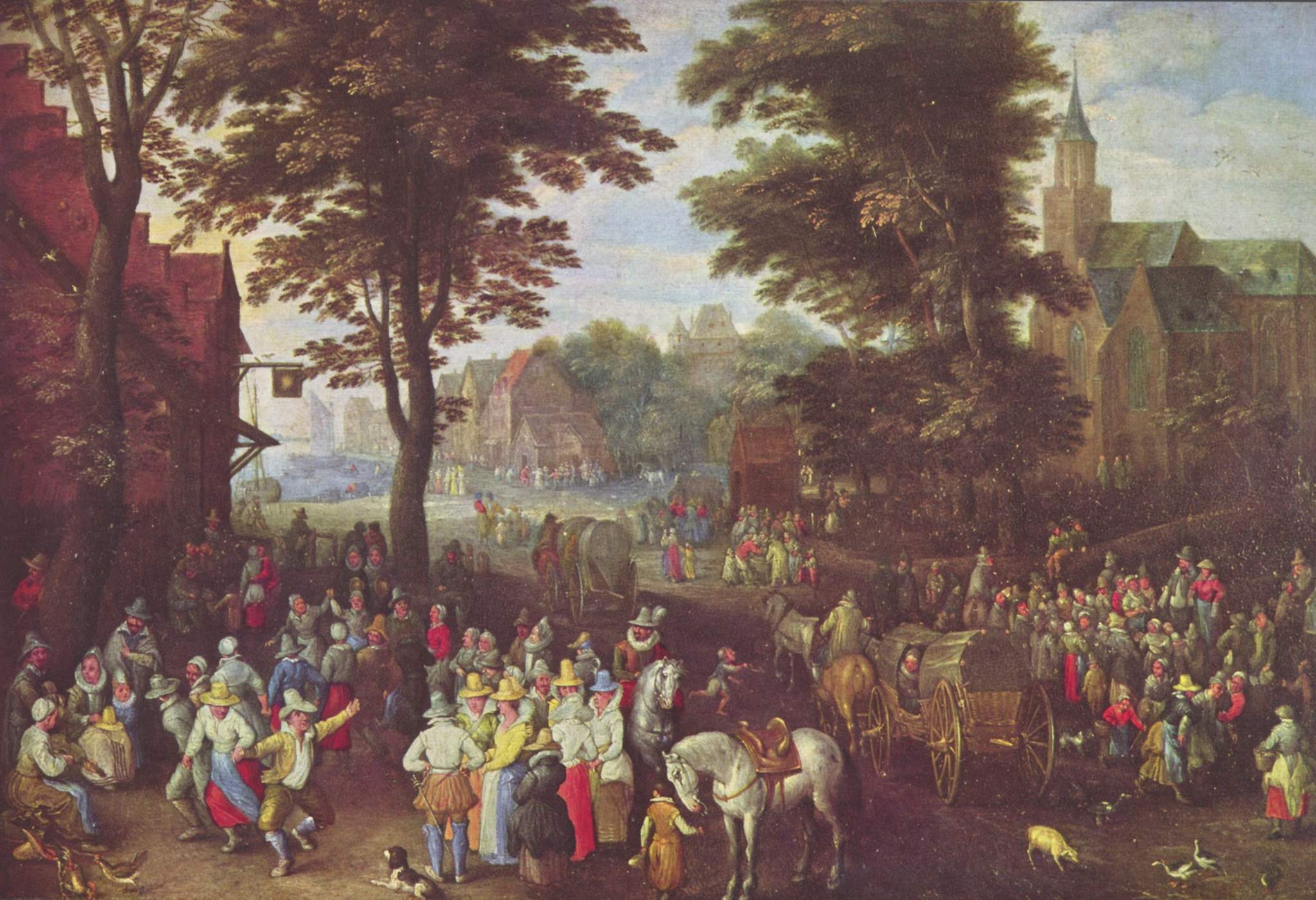
Lantlig scen.
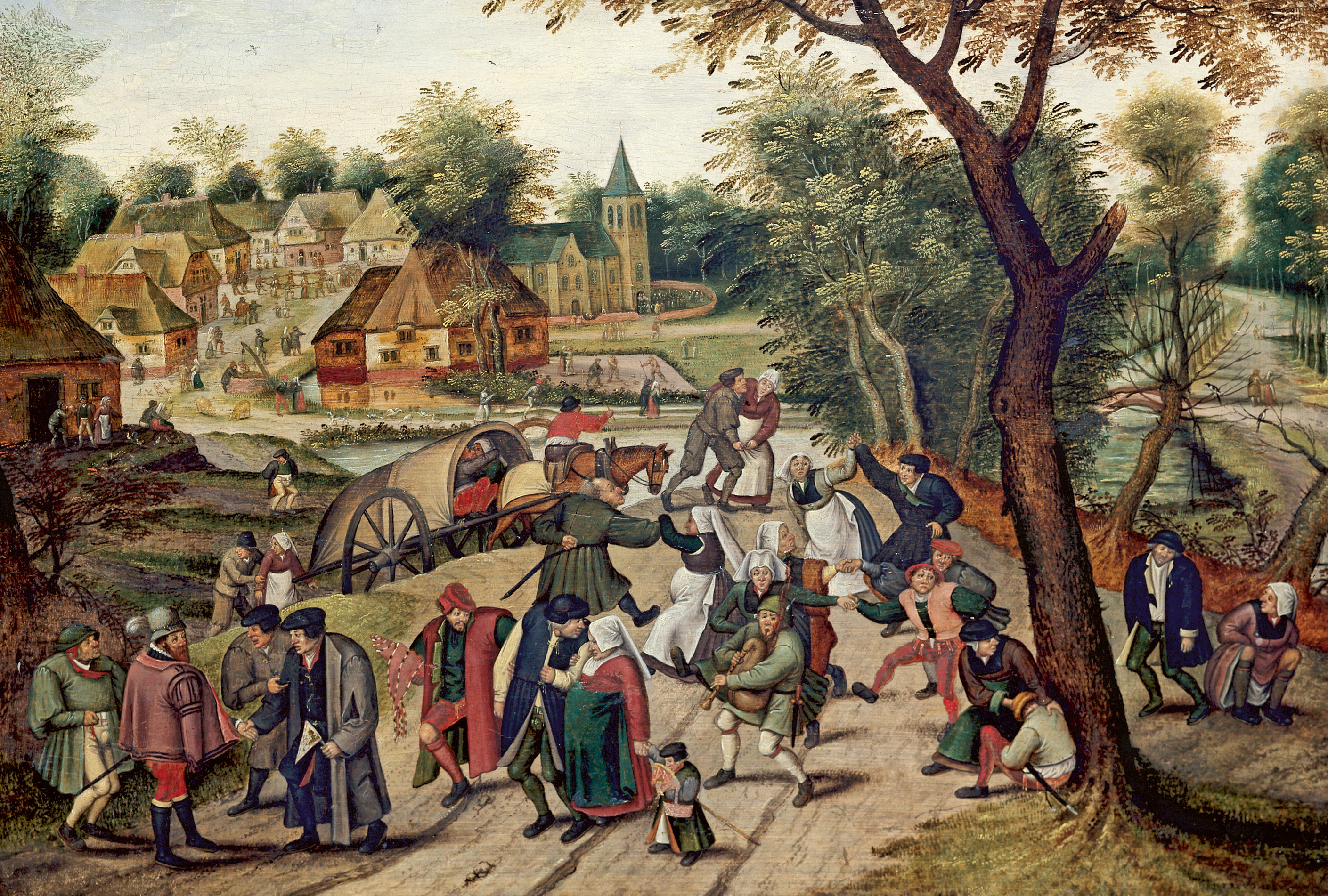
Hemfärd från Kermesse, före 1638.
Bondbröllop, olja på duk, Hallwylska museet.
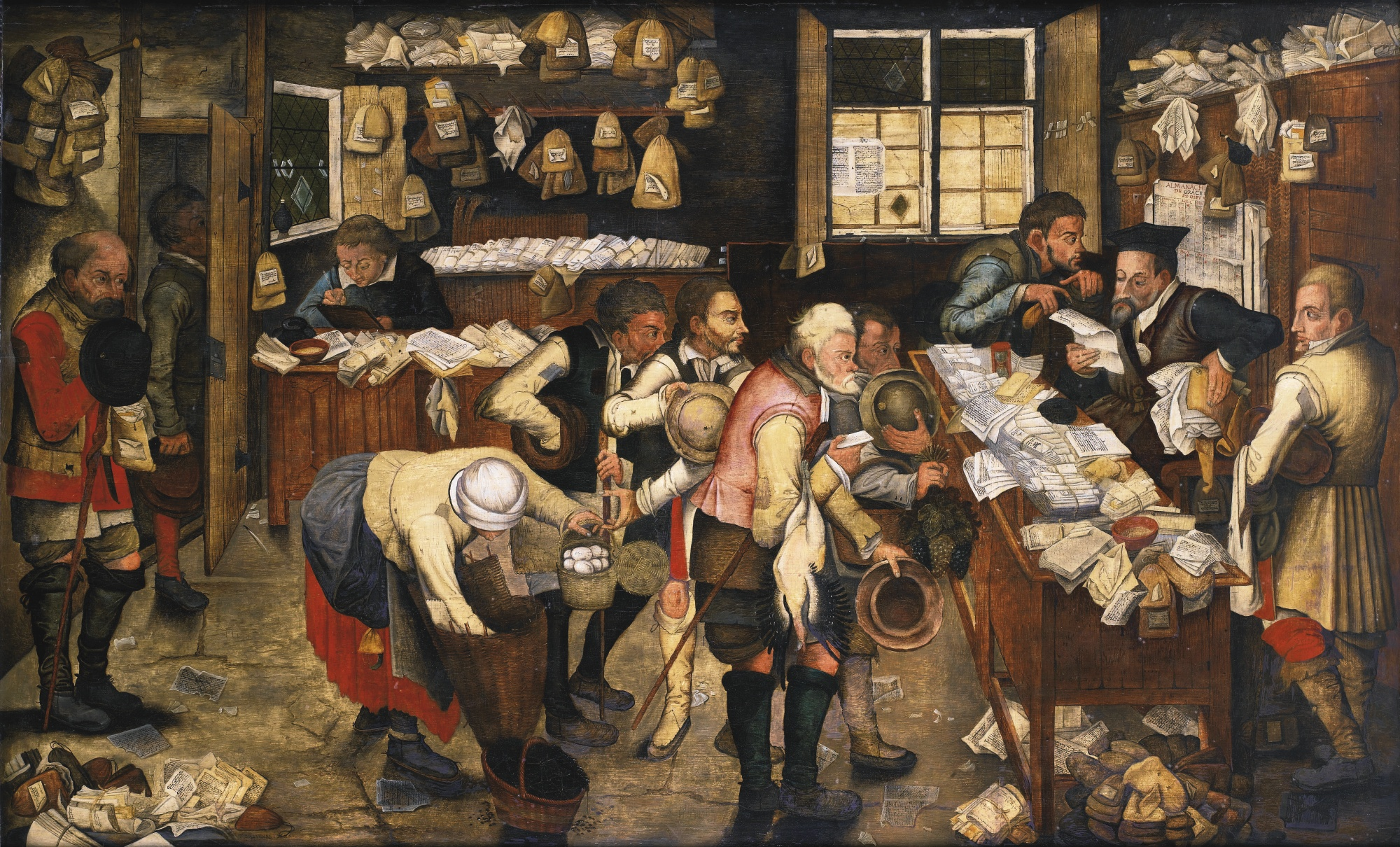
Byjuristen.